# Firmicus bragantinus
Firmicus bragantinus är en spindelart som först beskrevs av Brito Capello 1866.  Firmicus bragantinus ingår i släktet Firmicus och familjen krabbspindlar. Inga underarter finns listade i Catalogue of Life.